# Lophostoma (animal)
Lophostoma es un género de murciélagos que pertenecen a la familia Phyllostomidae. Agrupa a 5-8 especies nativas de América del Sur y Centroamérica.

## Especies
Mammal Species of the World reconoce las siguientes especies y subespecies:
- Lophostoma brasiliense (Peters, 1867)
- Lophostoma carrikeri (J. A. Allen, 1910)
- Lophostoma evotis (Davis & Carter, 1978)
- Lophostoma schulzi (Genoways & Williams, 1980)
- Lophostoma silvicolum d'Orbigny, 1836
  - Lophostoma silvicolum silvicolum
  - Lophostoma silvicolum centralis
  - Lophostoma silvicolum laephotis
  - Lophostoma silvicolum occidentalis

ITIS reconoce las siguientes especies:
- Lophostoma brasiliense (Peters, 1867)
- Lophostoma carrikeri (J. A. Allen, 1910)
- Lophostoma evotis (Davis & Carter, 1978)
- Lophostoma kalkoae Velazco & Gardner, 2012
- Lophostoma occidentalis (Davis & Carter, 1978)
- Lophostoma schulzi (Genoways & Williams, 1980)
- Lophostoma silvicolum d'Orbigny, 1836
- Lophostoma yasuni Fonseca & Pinto, 2004

La IUCN ha evaluado las siguientes:
- Lophostoma aequatorialis Baker, Fonseca, Parish, Phillips & Hoffmann, 2004
- Lophostoma brasiliense (Peters, 1867)
- Lophostoma carrikeri (J. A. Allen, 1910)
- Lophostoma evotis (Davis & Carter, 1978)
- Lophostoma schulzi (Genoways & Williams, 1980)
- Lophostoma silvicolum d'Orbigny, 1836
- Lophostoma yasuni Fonseca & Pinto, 2004